# Poznań Linguistic Meeting
Poznań Linguistic Meeting - cykliczna międzynarodowa konferencja językoznawcza organizowana przez Wydział Anglistyki Uniwersytetu im. Adama Mickiewicza w Poznaniu.
Początki konferencji sięgają roku 1970, a twórcą koncepcji przedsięwzięcia był Jacek Fisiak - filolog, rektor UAM i minister edukacji w rządzie Mieczysława Rakowskiego. Obecną nazwę nadano w 1997, kiedy przewodnictwo komitetu organizacyjnego objęła Katarzyna Dziubalska-Kołaczyk. 
W konferencji udział brali przedstawiciele środowisk filologicznych z różnych krajów świata, w tym eksperci w dziedzinie fonologii, syntaktyki, socjolingwistyki i innych nauk. W 2011, w 42. edycji, udział wzięło 200 osób, a odczyty wygłosiło 100 prelegentów. 